# Norbert Haimberger
Norbert Haimberger (ur. 3 maja 1969 w Wiedniu) – austriacki judoka. Olimpijczyk z Barcelony 1992, gdzie zajął dwudzieste drugie miejsce w kategorii 71 kg. Złoty medalista mistrzostw Europy w 1992. Ośmiokrotny medalista kraju; pierwszy w 1990, 1991, 1992, 1993 i 1996 roku.
- Turniej w Barcelonie 1992

Wygrał z Edgardo Antinorim z Argentyny, a przegrał z Jormą Korhonenem z Finlandii.